# 荷兰社会主义
由于工业化进程缓慢，社会主义在荷兰的出现时间相对较晚。直到1860年代，荷兰社会主义运动才开始发展。尽管第一国际的成立以及荷兰最早的工会——荷兰总工人协会的建立对社会主义运动起到推动作用，但直到1881年，荷兰才出现第一个社会主义政党——社会民主联盟。荷兰工业化进程的缓慢也反映在社会民主联盟最初的支持群体构成上，主要为农业工人，而不是城市无产阶级。
19世纪末—20世纪初，社会民主联盟衍生出社会民主工党、社会民主党、荷兰共产党等社会主义政党。
目前，荷兰主要的广义上的社会主义政党是工党、绿色左翼和社会党，但前两者已经在很大程度上偏离传统的社会主义。